# Nowa Ruda
Nowa Ruda [ˈnɔva ˈruda] (en alemán: Neurode) es una ciudad en el sudoeste de Polonia, cerca de la frontera con la República Checa, situada en el río Włodzica en la cordillera central de los Sudetes. A partir de 2007 tiene 25.240 habitantes. La ciudad está situada en el condado de Kłodzko, voivodato de Baja Silesia (desde 1975 hasta 1998 fue en el antiguo Voivodato de Wałbrzych). Es la sede del distrito rural de Gmina Nowa Ruda, pero no es parte de su territorio (la ciudad es una gmina urbana independiente en sí misma).

## Historia
Situado en el rico valle de Kłodzko, la zona de la ciudad moderna se instaló en la Edad Media por los alemanes. Oficialmente, al acuerdo se le otorgó una carta de ciudad en 1363 y recibió el nombre de Newenrode. La ciudad fue reubicada bajo una variante local de la Ley de Magdeburgo en 1434 y luego nuevamente en 1596. Desde entonces, ha compartido la historia de la cercana ciudad de Kłodzko (German Glatz). La ciudad era la sede de Landkreis Neurode hasta 1932, cuando se reincorporó a Landkreis Glatz.

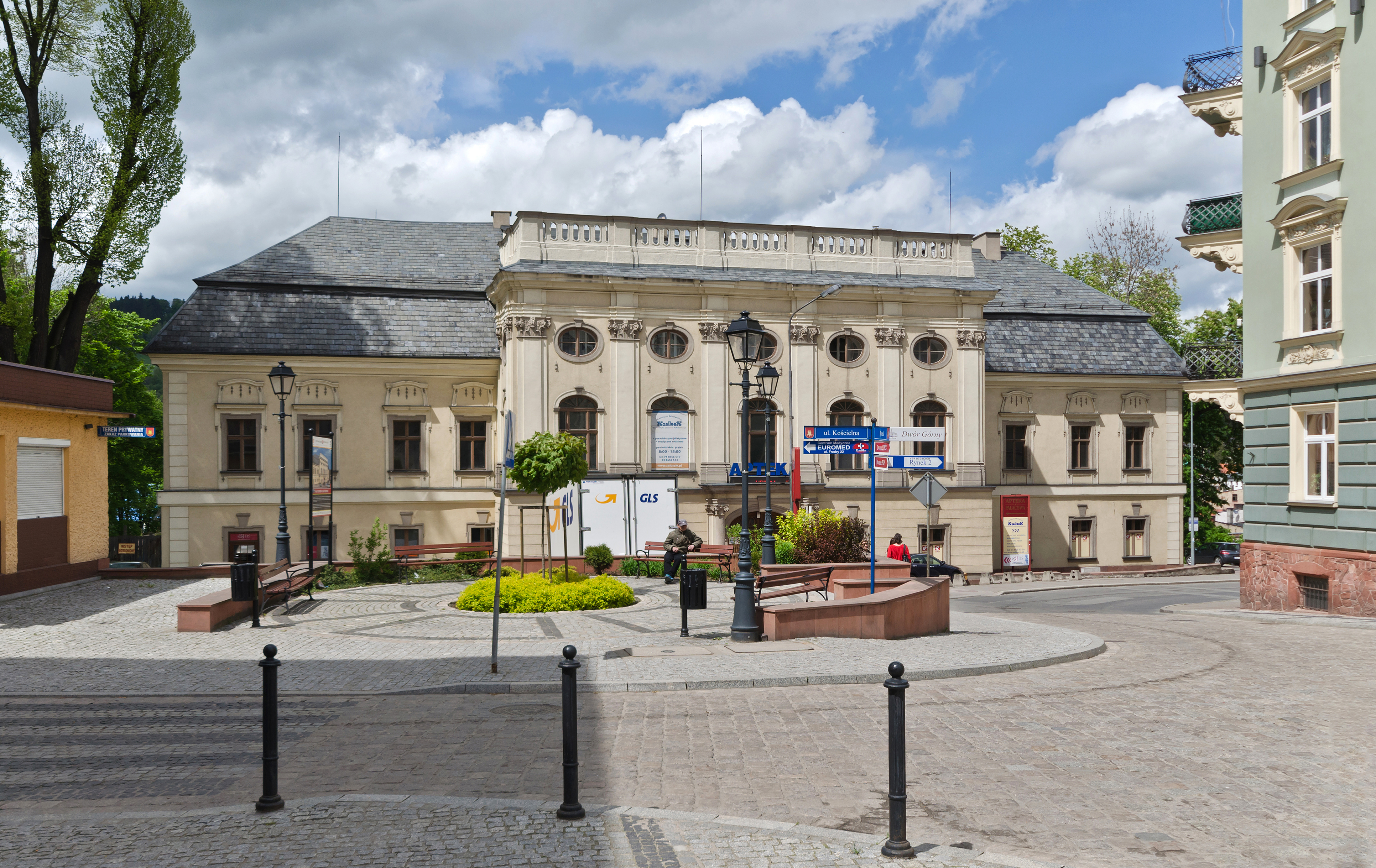
Castillo en Nowa Ruda

Después de la Segunda Guerra Mundial, la región se convirtió en parte de Polonia, y la ciudad tomó su nombre actual, con la población alemana siendo expulsada. Después de la adopción de Ostpolitik por el canciller alemán Willy Brandt, a los antiguos habitantes alemanes se les permitió viajar a sus lugares de origen y trataron de establecer relaciones con la población actual y la Santa Sede redefinió los límites de las provincias eclesiásticas a lo largo de las fronteras de la posguerra. El 28 de junio de 1972, las parroquias católicas de Nowa Ruda fueron trasladadas de la diócesis tradicional de Hradec Králové (fundada en 1664, Provincia eclesiástica de Bohemia) a la Arquidiócesis de Wrocław.
El área fue notable en la Edad Media como una fuente de depósitos de mineral de hierro ricos. Hasta el año 2000 también había una mina de carbón y una mina de gabro en el barrio de Słupiec de Nowa Ruda.

## Habitantes notables
- Franz Eckert, compositor
- Edyta Geppert, cantante
- Krzysztof Karwowski, poeta
- Friedrich Kayßler, actor y escritor
- Karol Maliszewski, poeta
- Friedrich-Wilhelm Otte (22 de septiembre de 1898 – 8 de mayo de 1944) general de la Wehrmacht
- Joachim von Pfeil (1857-1924), explorador alemán
- Olga Tokarczuk, escritora, Ganadora del Premio Nobel de Literatura
- Gero Trauth, pintor, artista gráfico, porcelanista ilustrador y diseñador
- Krzysztof Tyniec, actor
- Robert Więckiewicz, actor
- Joseph Wittig (1879–1949), escritor y teólogo alemán